# Кэйвмен-завоеватель!
«Кэйвмен-завоеватель!» (англ. Menace of the Conqueror Caveman!) — семнадцатый эпизод американского мультсериала «Бэтмен: Отважный и смелый».

## Сюжет
Охранник музея из будущего перемещается в 21 век и становится супергероем Золотым Бустером. Он пытается договориться с маркетологами, но те не принимают его идеи по поводу игрушек про него. Он притворяется, что разговаривает с Бэтменом по телефону, дабы доказать свою авторитетность, но ему не верят. Тогда он решает по-настоящему сдружиться с Бэтменом ради славы. Когда тот ловит очередных преступников, Бустер предлагает ему работать вместе, но Бэтмен сначала отказывается из-за корыстных целей первого. Тогда Бустер приходит в бэтпещеру, которая в 25 веке является историческим аттракционом. Бэтмен узнаёт, что бессмертный Пещерный человек украл метеорит, найденный учёными. Бустер вспоминает, что как-то раз пролил на него кофе в будущем. Бэтмен всё же соглашается поработать с Бустером.
Они отправляются в лабораторию к Кру’ллу. Из-за неопытности Бустера злодей побеждает. Он привязывает Бустера и его помощника-робота Скитса к супер-коллайдеру, чтобы уничтожить. Однако Скитс вызывает магнитную перегрузку устройства, и они спасаются. Бустер помогает Бэтмену, а затем выбалтывает, что Скитс смог нарушить магнитное поле, потому что работает на батарейках из лютония, который как раз нужен Пещерному человеку. Он выпускает на них дым из трубы и забирает робота. В машине Бустер печалится, потому что он никакой не герой, но Бэтмен подбадривает его, ведь теперь у первого достаточно мотивации.
Тем временем Кру’лл собирается использовать энергию Скитса, чтобы зарядить метеор, который когда-то сделал его сильным и бессмертным, и превратить своих слуг в вечных воинов. Когда Бэтмен и Бустер прибывают в музей злодея, последний вскрикивает, увидев Скитса, и их замечают. Пещерный человек вырубает героев и собирается казнить их на гильотине. Золотой Бустер пытается торговаться, но ничего не выходит. Бэтмен успевает выбраться, а Бустер останавливает лезвие с помощью игрушечной фигурки бустермобиля. Затем они сражаются против слуг Пещерного человека и доминируют, но тот активирует метеор и превращает их в супервоинов. Злодеи начинают побеждать. Однако Бэтмен одолевает Кру’лла с помощью хитрости, и, заметив это, Бустер просит Скитса снова зарядить метеор энергией. Воины опять становятся простыми людьми. Злодеев арестовывают. Видя, что Бустер вновь думает о славе, Бэтмен улетает, а Пещерный человек говорит ему, что они ещё встретятся. В 25 веке, когда Бустер проливает на него кофе, Кру’лл узнаёт его, и эпизод заканчивается.

## Роли озвучивали
- Дидрих Бадер — Бэтмен
- Майкл Дорн — Кру’лл (Пещерный человек)
- Том Эверетт Скотт — Золотой Бустер
- Билли Уэст — Скитс

## Отзывы
Дэн Филлипс из IGN поставил эпизоду оценку 8,3 из 10 и написал, что «Бустер, в частности, всегда был идеальным фоном для Бэтмена, так как его жаждущая славы личность часто забавным образом раздражает рыцаря в плаще с серьёзной манерой поведения». Рецензент также написал, что «как и в предыдущей серии, сюжет эпизода „Кэйвмен-завоеватель!“ забит комедийными шутками», отметив начальную сцену, в которой Бустер якобы разговаривает с Бэтменом по телефону, чтобы маркетологи подписали с ним контракт.